# アレクサンドル・セルゲーエヴィチ・メーンシコフ
アレクサンドル・セルゲーエヴィチ・メーンシコフ（ロシア語: Алекса́ндр Серге́евич Ме́ншиков、1787年8月26日 - 1869年5月2日）は、ロシア帝国の貴族、軍人、政治家。1817年に陸軍副将軍、1833年に海軍提督に昇進した。

## 生涯
大元帥アレクサンドル・ダニーロヴィチ・メーンシコフの曾孫として、1787年8月26日に生まれた。ウィーン駐在ロシア大使館のアタッシェとしてはじめてロシア政府に入り、ナポレオン戦争で皇帝アレクサンドル1世に同伴した後、1823年に退役した。その後は海軍に入隊、アレクサンドル1世の治世に衰退したロシア海軍を再建して、1834年に提督に昇進した。1828年に露土戦争のヴァルナ包囲戦に参戦して軍功を上げたが、オスマン軍の砲撃で負傷した。
聖地管理問題をめぐって、1853年にイスタンブールに派遣されオスマン帝国との交渉を命じられた。同年にクリミア戦争が開戦すると、陸軍と海軍の総指揮官に任命され、アルマの戦いやインケルマンの戦いでロシア軍を指揮した。1855年3月、健康上の理由で召還された。
1869年5月2日、サンクトペテルブルクで死去した。